# پلاتین (لوکزامبورگ)
پلاتین (به لاتین: Platen) یک روستا در لوکزامبورگ است که در پریزرداول واقع شده‌است. پلاتین ۵۰۷ نفر جمعیت دارد.